# Старо војничко гробље на Транџаменту
Старо војничко гробље на Транџаменту налази се поред Старог католичког гробља у Петроварадину. Основано је почетком 18. века, када је била у току градња нове Петроварадинске тврђаве у непосредној близини. Стазе су земљане и није познат број гробних места. Чести су безимени крстови или споменици на којима су временске прилике избрисале имена.
У доњем делу гробља, пошто се оно налази на ниској падини, упадљив је ред истоветних крстова са металним плочицама на којима се такође не виде имена. На некима се налазе фотографије које се и данас могу разазнати. Овде су сахрањивани војници хришћанске вероисповести (православци и католици за време Краљевине Југославије).
На крају гробља сахрањивали су се Муслимани. Овде су првобитно сахрањивани само војници исламске вероисповести, да би после Другог светског рата то постао део за сахрањивање и цивила.
Горњим делом гробља доминира споменик палим припадницима XII пешадијског батаљона аустријске царевине у догађајима 1848-1849. Ту почива 1229 војника и 60 официра.
На петроварадинском војном гробљу сахрањено је и 96 руских ратних заробљеника, који су умрли од рана и болести у аустроугарском заробљеничком логору код Новог Сада. Споменик у облику руског православног крста био је подигнут 1929. године на месту сахране 96 војника руске војске,
Крајем деведесетих година 19. века споменици су готово потпуно уништени због неодржавања и зуба временом. 27. октобра 2013. године. обновљен је споменик на Петроварадинском војном гробљу средствима руског савезног буџета.
На улазу у гробље налази се капела. Укупна површина гробља износи 2,3 хектара.

## Галерија
- Споменик на врху
- Натпис на споменику
- Капела
- Гробље